# Голицын, Сергей Дмитриевич
Князь Сергей Дмитриевич Голицын (10 (20) июня 1696—1 (12) июля 1738) — русский государственный деятель (посол в Испании, казанский губернатор). Тайный советник (1729), камергер (1727).

## Биография
Князь Сергей Дмитриевич Голицын родился в семье князя Дмитрия Михайловича Голицына и Анны Яковлевны, урождённой княжны Одоевской (ум. 1750) — это четвёртая линия рода Голицыных (Михайловичей). Имел брата Алексея (1697—1768) и сестру Анастасию (1698—1747), в будущем супругу князя Кантемира.
В возрасте десяти лет Голицын был отправлен в Европу, где получил блестящее образование. Он владел несколькими европейскими языками (греческим, латынью, немецким, голландским, английским, французским, испанским, итальянским).

С начала 1720-х годов Голицын занимал пост резидента в Вольфенбюттеле. В возрасте 26 лет получил придворный чин камер-юнкера и 22 апреля 1722 года указом Петра I был назначен первым российским постоянным дипломатическим представителем в Испании. Согласно инструкции от 14 июля 1722 года он должен был
смотреть на все поступки испанского двора, воинские приготовления, вооружение флота; разведывать, в какой дружбе и обязательствах король испанский находится с другими державами,.. приятна ли присылка его, Голицына, ко двору испанскому, и в конференции объявить министрам испанским склонность императора к установлению доброго купечества между Россией и Испанией, чтобы получать товары из первых рук.
В Мадрид Голицын прибыл 15 мая 1723 года и 23 мая вручил верительные грамоты королю Испании Филиппу V в Аранхуэсском дворце. Находился в Испании до 1726 года; 2 февраля был отозван и вернулся в Россию.
Голицын входил в ближайшее окружение императора Петра II; 1 января 1727 года получил чин камергера, а 29 июня был награждён орденом Св. Александра Невского. Избегая влияния князя на молодого царя, Долгорукие добились его назначения посланником в Берлин. 31 августа 1729 года император указал «отправить ко двору королевского величества прусского… князя Сергея Голицына, и дать ему чин тайного советника и полномочного министра». В 1730 году был возвращён из Берлина в Россию и назначен президентом Камер-коллегии, в которой состоял до 1733 года, когда был назначен послом в Персию; 10 марта 1735 года подписал Гянджинский договор. В начале 1736 года князь Голицын и русское посольство вернулись на родину.
В 1736 году его отец, князь Дмитрий Михайлович, был арестован, обвинён в подготовке заговора и заключён в Шлиссельбургскую крепость. Находившийся при дворе императрицы Анны Иоанновны Голицын также попал в опалу и был отправлен губернатором в Казанскую губернию.
1 (12) июля 1738 года Голицын погиб от удара молнии во время псовой охоты в окрестностях Казани.

## Семья
В 1722 году князь Сергей Голицын женился на Прасковье Ивановне, урождённой Нарышкиной (?—1723), дочери стольника Ивана Ивановича Нарышкина (1640—1693). Брак был бездетен.